# Cadell ap Gruffydd
Cadell ap Gruffydd  († 1175 in Strata Florida Abbey) war ein Fürst des walisischen Fürstentums Deheubarth.
Er war ein Sohn des Fürsten Gruffydd ap Rhys († 1137). Nach dem Tod seines Vaters 1137 erbte er zusammen mit seinem älteren Bruder Anarawd sowie seinen jüngeren Halbbrüdern Maredudd und Rhys die Herrschaft seines Vaters in Teilen von Ceredigion und dem Tal des Tywi. Begünstigt durch die nach dem Tod Heinrichs I. in England herrschende Anarchy konnten die Brüder ihre Territorien erweitern, da Robert, 1. Earl of Gloucester, der Lord von Glamorgan in die Kämpfe um den englischen Thron verwickelt war. 1138 griff Cadell zusammen mit Anarawd und Gruffydd ap Cynans Söhnen Owain Gwynedd und Cadwaladr ap Gruffydd mit 15 Wikingerschiffen aus Dublin über den Fluss Teifi vergeblich die normannische Burg von Cardigan an. Nachdem Anarawd 1143 von Gefolgsleuten Cadwaladrs ap Gruffydd ermordet worden war, folgte er ihm als Fürst von Deheubarth nach und führte Überfälle, oft zusammen mit seinen jüngeren Halbbrüdern nach Dyfed, Ystrad Twyi und Ceredigion. 1146 eroberte er die Burgen von Carmarthen, Llansteffan und Gwyddgrug, im nächsten Jahr eroberte er in einer ungewöhnlichen Allianz mit dem cambro-normannischen Lord Maurice FitzGerald von Pembroke und mit Hilfe von Hywel ab Owain, dem ältesten Sohn Owain Gwynedds Wiston Castle, die Burg von Walter Fitzwiz. 
1150 setzte er Carmarthen Castle wieder instand, anschließend überfiel er die Herrschaft Kidwelly und eroberte Ceredigion südlich des River Aeron. 1151 eroberte er bis auf Hywel ab Owains Burg in Llanrhystud das restliche Gebiet von Ceredigion. 1151 wurde er während der Jagd von einem anglonormannischen Streiftrupp aus Tenby schwer verwundet und für tot zurückgelassen. Er überlebte, doch war er als Kriegsinvalide nicht mehr in der Lage, als Herrscher das Land zu führen. 1153 oder 1156 soll er zu einer Pilgerreise nach Rom aufgebrochen sein und überließ sein Land bis zu seiner Rückkehr seinen Brüdern Maredudd und Rhys. Nach seiner Rückkehr nach Deheubarth zog er sich als Mönch in die Strata Florida Abbey zurück, wo er 1175 starb und begraben wurde. 
Seine Erfolge als Kriegsherr legten die Grundlagen für das Wiedererstarken von Deheubarth unter seinem Halbbruder Rhys, dem späteren Lord Rhys.